# Marcedes Walker
Marcedes Marie Walker (ur. 17 października 1986 Filadelfii) – amerykańska koszykarka, występująca na pozycji środkowej, posiadająca także azerskie obywatelstwo, reprezentantka tego kraju w koszykówce 3x3, olimpijka.

## Osiągnięcia
Na podstawie, o ile nie zaznaczono inaczej.

### NCAA
- Uczestniczka rozgrywek:
  - Sweet 16 turnieju NCAA (2008)
  - turnieju NCAA (2007, 2008)
- Zaliczona do:
  - I składu:
    - Big East (2006, 2007)
    - najlepszych pierwszorocznych zawodniczek Big East (2005)
    - turnieju:
      - TD Banknorth Classic (2005)
      - Pitt Thanksgiving Classic All-Classic (2005)

  - II składu Big East (2008)
- Liderka konferencji Big East:
  - wszech czasów w liczbie zbiórek w ataku (521)
  - w:
    - średniej zbiórek (2005 – 9,1)
    - liczbie:
      - zbiórek w ataku (2005 – 113, 2006 – 128, 2008 – 151)
      - oddanych rzutów wolnych (2006 – 203)
      - fauli (2006 – 115, 2007 – 110)

    - skuteczności rzutów z gry (2005 – 48,9 %, 2007 – 59,1 %)

### Drużynowe
- Uczestniczka międzynarodowych rozgrywek Eurocup (2008/2009, 2012/2013)

### Indywidualne
(* – nagrody przyznane przez eurobasket.com)
- Zaliczona do*:
  - I składu zawodniczek zagranicznych ligi włoskiej (2010)[4]
  - II składu ligi włoskiej (2010)[4]
  - składu honorable mention ligi ligi włoskiej (2011)[5]
- Liderka ligi włoskiej w zbiórkach (2010 – 10,2)[4]

### Reprezentacja
3x3
- Mistrzyni Igrzysk Solidarności Islamskiej (Islamic Solidarity Games – 2017)
- Uczestniczka:
  - igrzysk olimpijskich (2024 – 7. miejsce)
  - mistrzostw Europy 3x3 (2018 – 15. miejsce, 2023 – 13. miejsce, 2024 – 11. miejsce)
  - kwalifikacji:
    - do mistrzostw Europy 3x3 (2016 – 5. miejsce, 2018 – 7. miejsce, 2023 – 2. miejsce, 2024 – 1. miejsce)
    - olimpijskich 3x3 (2024 – 1. miejsce)